# Fresh from the Farm
Fresh from the Farm  è un cortometraggio muto del 1915; prodotto e diretto da Hal Roach, è una delle comiche interpretate da Harold Lloyd.

## Trama
Arrivato dalla campagna, un giovanotto va al college: lì comincia a corteggiare una bella studentessa ed entra a far parte di una confraternita.

## Produzione
Il film fu prodotto da Hal Roach per la Rolin Films (come Phunphilms). Venne girato dal 22 al 24 luglio 1915.

## Distribuzione
Distribuito dalla Pathé Exchange, il film - un cortometraggio in una bobina - uscì nelle sale cinematografiche USA il 4 ottobre 1915.